# Ryu Jun-yeol
Dans ce nom coréen, le nom de famille, Ryu, précède le nom personnel.
Ryu Jun-yeol (coréen: 류준열) est un acteur sud-coréen, né le 25 septembre 1986 à Suwon dans la province de Gyeonggi en Corée du Sud. Il est connu pour ses rôles dans les séries Reply 1988 et Lucky Romance.

## Filmographie

### Films
- 2013 : INGtoogi: The Battle of Internet Trolls : Gym man
- 2015 : Socialphobia (소셜포비아) de Hong Seok-jae : Yang-ge
- 2016 : SORI: Voice from the Heart (로봇, 소리) de Lee Ho-jae : Seedless Berries
- 2016 : No Tomorrow (섬. 사라진 사람들) de Lee Ji-seung : Ji-hoon
- 2016 : One Way Trip (글로리데이) de Choi Jeong-yeol : Ji-gong
- 2016 : Canola (계춘할망) de Director Chang : Cheol-heon
- 2016 : The Boys Who Cried Wolf (양치기들) de Kim Jin-hwang : Dong-cheol
- 2017 : The King (더킹) de Han Jae-rim : Choi Doo-il
- 2017 : A Taxi Driver (택시 운전사) de Jang Hoon : Jae-sik
- 2017 : Silent Witness (침묵의 목격자) de Jeong Ji-woo
- 2018 : Petite Forêt (리틀 포레스트) de Yim Soon-rye : Jae-ha
- 2018 : Believer (독전) de Lee Hae-young : Rak
- 2019 : Hit-and-Run Squad (뺑반) de Han Jun-hee : Seo Min-jae
- 2019 : Money (돈) de  Park Noo-ri : Jo Il-hyeon
- 2019 : The Battle: Roar to Victory de Won Shin-yeon : Lee Jang-ha
- 2022 : Alienoid : Les Protecteurs du futur (외계+인 1부) de Choi Dong-hoon : Mureuk
- 2025 : Revelations (계시록) de Yeon Sang-ho : Seong Min-chan

### Séries télévisées
- 2015 : The Producers (프로듀사) : Joo Jong-hyeon, Rookie PD
- 2015 : Reply 1988 (응답하라 1988) : Jeong-hwan
- 2016 : Lucky Romance (운빨로맨스) : Je Soo-ho
- 2024: The 8 Show (더 에이트 쇼) : 3e étage / Jin-su

### Courts-métrages
- 2012 : Nowhere de[Qui ?]
- 2014 : Midnight Sun de[Qui ?] : Yong-hoon
- 2014 : One-minded de[Qui ?]
- 2014 : People In a Hurry de[Qui ?] : Jae-hyeon
- 2014 : Economic Love de[Qui ?] : Ji-hoon
- 2014 : Son Na-rae Rescue Operation de[Qui ?] : Hyeon-woo
- 2015 : Draw de[Qui ?] : Sang-hoon